# Percussion indirecte

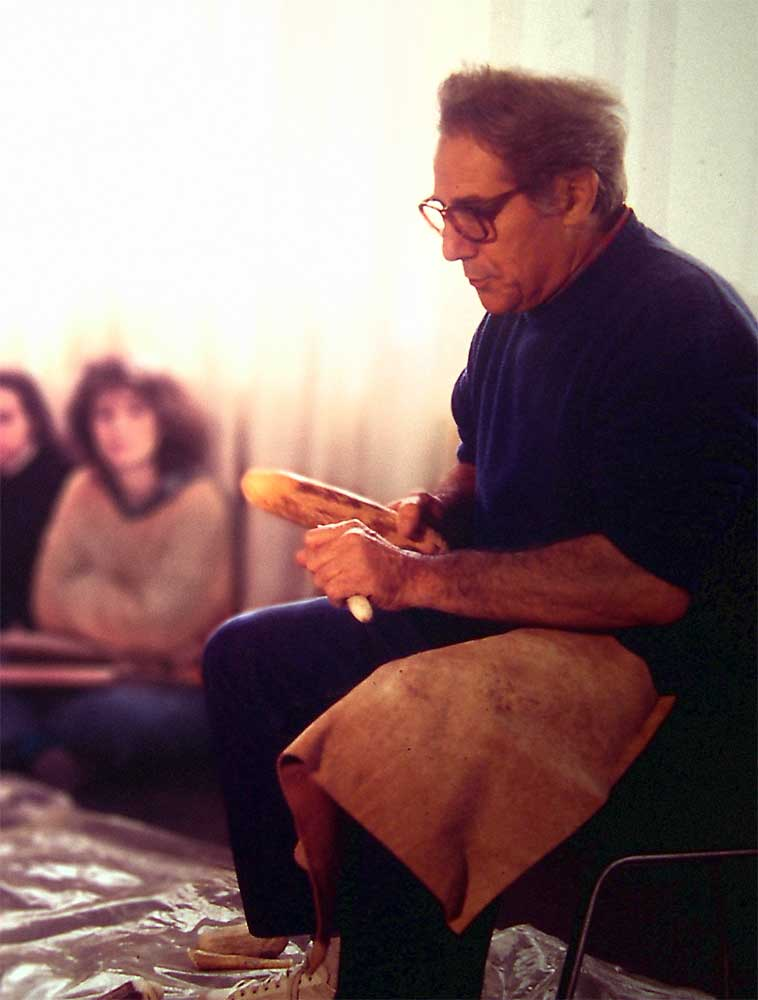
Le préhistorien Jacques Tixier tenant un percuteur et un chasse-lame

La percussion indirecte est une technique de débitage qui se développe en Europe durant le Mésolithique. Par rapport aux différentes variantes des techniques de percussion directe, elle permet à force égale d'avoir une précision accrue pour le détachement d'un éclat ou d'une lame. 

## Principes
Le coup porté par le percuteur n'est pas appliqué directement sur le bloc de matière première que l'on souhaite fracturer mais est appliqué sur l'extrémité d'un outil intermédiaire appelé « punch » ou « chasse-lame » dont l'autre extrémité est, elle, directement en contact avec le bloc. Le principe est donc exactement le même que celui mis en jeu dans la taille de la roche avec un ciseau et un marteau telle qu'elle est encore pratiquée par les tailleurs de pierre actuels.
Les chasses-lames préhistoriques sont le plus souvent en bois de cervidé et mesurent généralement entre 12 et 18 cm de long. L'utilisation d'exemplaires avec une pointe de cuivre est soupçonnée dans plusieurs contextes chrono-culturels de la fin de la Préhistoire.

## Origines et développement
La percussion indirecte se diffuse assez rapidement en Europe de l'Ouest durant la phase récente du Mésolithique, à partir de 7800 av. J.-C. environ.
Elle est employée pour la réalisation de lames mais aussi d'éclats. Son développement le plus spectaculaire en Europe intervient à la fin du Néolithique avec le débitage des grandes lames en silex de la région du Grand-Pressigny, dans la région de Tours. Les lames réalisées grâce à une version probablement améliorée de cette technique atteignent ici jusqu'à 38 cm de long.

## Critères d'identification
Les lames débitées par percussion indirecte présentent des caractères qui permettent le plus souvent, mais pas systématiquement, de les distinguer des lames réalisées par d'autres techniques. Leur talon est toujours relativement épais, l'angle de bord est compris entre 80 et 100°. Les lames présentent souvent une courbure dans leur profil. Elles peuvent en outre présenter une épaisseur plus importante dans la partie centrale et peuvent présenter des ondes sur la face inférieure, notamment vers l'extrémité distale. Alors que les lames les plus courtes (10 à 15 cm de long) peuvent parfois être très régulières, les lames plus longues ne sont jamais totalement rectilignes. Elles sont néanmoins à la fois plus régulières et plus minces que les lames réalisées par percussion directe dure.
À l'image des lames, les éclats débités par percussion indirecte présentent un talon épais, souvent concave, dont l'angle de bord est compris entre 80 et 100°. Les éclats réalisés par cette technique sont relativement minces en comparaison de ceux réalisés par percussion directe dure.